# 雲克多夫球場
瑞士首都球場（Stade de Suisse Wankdorf）又譯為雲克多夫球場，位於瑞士首都伯爾尼，是伯尔尼年轻人体育俱乐部的主場，是現時瑞士第二大的全座席專業足球場。
瑞士首都球場是於伯尔尼年轻人的舊主場雲克多夫球場（Wankdorf Stadium）重建而成，於2005年7月1日正式開幕使用。
瑞士首都球場是2008年歐洲足球錦標賽其中一個比賽場地。
除了足球比賽，球場亦可以舉辦其他活動，主要是演唱會。

## 外部連結
- （德文） 球場官方網頁
- （法文） 球場官方網頁